# Salvatore Bucca
Salvatore Bucca, noto internazionalmente come Salvador Bucca (Barcellona Pozzo di Gotto, 30 ottobre 1920 – Buenos Aires, 2005), è stato un linguista italiano.
Professore di linguistica all'Università di Buenos Aires e parlante di cinque lingue (italiano, spagnolo, inglese, francese e tedesco), è stato uno studioso delle lingue indigene dell'Argentina e della lingua Kichai (anche detta Kitsai).

## Biografia
Nato il 30 ottobre del 1920 a La Gala, frazione del comune di Barcellona Pozzo di Gotto, studiò al Liceo Classico dedicato a Luigi Valli. Si laureò in Lettere nel 1944 alla Scuola Normale Superiore di Pisa, dove ottenne in seguito anche il diploma in Filologia Classica. Successivamente si spostò a Firenze, dove insegnò e collaborò con il Lexicon Etruscum nell'Istituto Nazionale di Studi Etruschi ed Italici.
Nel 1948 si trasferì in Argentina e diventò professore di Linguistica Classica presso l'Università di Tucumán, dove si occupò anche di Sanscrito e Filologia Greca e fu responsabile della sezione di Lingue e Letteratura Classica. Nel 1951, insieme ad altri studiosi europei, fece delle ricerche linguistiche all'Università di Cuyo, nella quale ebbe la cattedra di Lingua e Cultura Greca e fu direttore del Seminario di Lingue Classiche. Inoltre insegnò Dante e Storia della Lingua italiana a Mendoza.